# M-Pesa
M-Pesa (M står för mobil och Pesa är swahili för pengar) är en betalningstjänst i Kenya och Tanzania som använder mobiltelefonens SMS-tjänst för överföring av pengar, betalning av varor och tjänster. Den kan även hantera mikrofinansierade lån.
Tjänsten lanserades 2007 av Safaricom och Vodafone, de största mobiltelefonoperatörerna i Östafrika. M-Pesa har framgångsrikt spridits och används av en stor del av befolkningen.
Liknande tjänst har även spridits till andra utvecklingsländer som Indien, Afghanistan och Sydafrika.